# Ekstraliga litewska w hokeju na lodzie (2021/2022)
Sezon ekstraligi litewskiej w hokeju na lodzie (lit. Nacionalinė ledo ritulio lyga) rozgrywany jest na przełomie 2021 i 2022 roku jako 31. sezon rozgrywek o mistrzostwo Litwy w hokeju na lodzie. Organizatorem jest Litewski Związek Hokeja na Lodzie. Do rozgrywek przystąpiło pięć drużyn.

## Sezon zasadniczy
| Poz. | Drużyna               | M | Pkt. | Z | ZpD | PpD | P | G+ | G- | +/- |
| ---- | --------------------- | - | ---- | - | --- | --- | - | -- | -- | --- |
| 1    | SC Energija Elektreny | 1 | 3    | 1 | 0   | 0   | 0 | 10 | 2  | +8  |
| 2    | Kaunas City           | 1 | 3    | 1 | 0   | 0   | 0 | 6  | 2  | +4  |
| 3    | HC Kłajpeda           | 0 | 0    | 0 | 0   | 0   | 0 | 0  | 0  | 0   |
| 4    | Hockey Punks          | 0 | 0    | 0 | 0   | 0   | 0 | 0  | 0  | 0   |
| 5    | LTeam Select          | 2 | 0    | 0 | 0   | 0   | 2 | 4  | 16 | -12 |